# Michael Woud
Michael Woud est un footballeur néo-zélandais né le 16 janvier 1999 à Auckland. Il joue au poste de gardien de but.

## Biographie

### En club
Le 14 juillet 2018, il arrive au Willem II. Il joue son premier match le 30 mars 2019, contre Fortuna Sittard (victoire 3-2).

### En sélection
Avec les moins de 17 ans, il participe au championnat d'Océanie des moins de 17 ans en 2015. Lors de cette compétition, il joue cinq matchs. La Nouvelle-Zélande remporte le tournoi, avec sept victoires en sept matchs. Il dispute ensuite quelques mois plus tard la Coupe du monde des moins de 17 ans organisée au Chili. Lors du mondial junior, il joue quatre matchs. La Nouvelle-Zélande s'incline en huitièmes de finale face au Brésil.
Par la suite, avec les moins de 20 ans, il participe au championnat d'Océanie des moins de 20 ans en 2016. Il joue cinq matchs lors de ce tournoi, officiant comme capitaine contre les îles Salomon. Les Néo-Zélandais remportent le tournoi en battant le Vanuatu en finale. Il dispute ensuite l'année suivante la Coupe du monde des moins de 20 ans organisée en Corée du Sud. Lors du mondial junior, il joue quatre matchs. Les Néo-Zélandais s'inclinent en huitièmes de finale, en étant sèchement battus par les États-Unis (défaite 6-0). Il dispute ensuite à nouveau la Coupe du monde des moins de 20 ans en 2019. Lors du mondial junior organisé en Pologne, il joue trois matchs. Les Néo-Zélandais s'inclinent une nouvelle fois en huitièmes de finale, face à la Colombie, après une séance de tirs au but.
Il reçoit sa première sélection en équipe de Nouvelle-Zélande le 7 juin 2018, en amical contre l'Inde (victoire 1-2).

## Palmarès
- Vainqueur du championnat d'Océanie des moins de 17 ans en 2015 avec l'équipe de Nouvelle-Zélande des moins de 17 ans
- Vainqueur du championnat d'Océanie des moins de 20 ans en 2016 avec l'équipe de Nouvelle-Zélande des moins de 20 ans